# آگوستین بریونز
آگوستین بریونز (انگلیسی: Agustín Briones؛ زادهٔ ۴ اکتبر ۱۹۸۸) بازیکن فوتبال اهل آرژانتین است.